# The Passion of Joan of Arc (album)
The Passion of Joan of Arc is het studioalbum uit 2008 van de Britse muziekgroep In the Nursery. In the Nursery voorziet de laatste jaren stomme films opnieuw van muziek. In dit geval betreft het de film La passion de Jeanne d'Arc uit 1928 van Carl Theodor Dreyer. De muziek is daarbij erg sober, zoals de laatste muziekalbums van ITN klinken. Het is haast klassieke muziek gespeeld op moderne toetsinstrumenten, tot aan de buisklokken aan toe.

## Musici
- Klive Humberstone en Nigel Humberstone – alle muziekinstrumenten
- Liz Hanks: cello

## Composities
1. Transcript (1:05)
2. To Tell The Truth (5:41)
3. St. Michael (5:51)
4. God's Promise (3:20)
5. Letter (5:31)
6. The Lord's Prayer (2:36)
7. State Of Grace (6:11)
8. Taunting Guards (2:12)
9. Abjure (6:17)
10. Bloodletting (2:10)
11. Sacraments (7:15)
12. Lost Soul (6:14)
13. Condemned (2:10)
14. I Have Lied (5:41)
15. To Prepare For Death (3:02)
16. The Last Sacraments (9:56)
17. Dove Of Fire (3:32)

## Live-uitvoeringen
In the Nursery verzorgde in het kader van dit album ook minstens een drietal concerten waarbij ook de film werd vertoond:
- 16 april 2008: in Sheffield (eerste uitvoering)
- 21 oktober 2008 in Los Angeles
- 21 augustus 2009 in Hongkong